# Amfreville (Manche)
Amfreville település Franciaországban, Manche megyében. Lakosainak száma 287 fő (2018. január 1.). Amfreville Gourbesville, Étienville, Fresville, Neuville-au-Plain, Picauville és Sainte-Mère-Église községekkel határos.

## Népesség
A település népességének változása:
| Lakosok száma | 414  | 369  | 312  | 295  | 290  | 299  | 291  | 288  | 287  | 287  |
|               | 1962 | 1968 | 1982 | 1990 | 1999 | 2008 | 2011 | 2013 | 2017 | 2018 |